# Plaisance (plantage)
Plaisance was een koffieplantage aan de Nickerie in het district Nickerie in Suriname. De plantage lag stroomafwaarts naast de plantage Longmay en stroomopwaarts naast de plantage Paradise. De plantage was de eerste in dit gebied die gecultiveerd werd.

## Geschiedenis
De grond werd in 1799 door gouverneur-generaal Jurriaan François de Friderici uitgegeven aan de Duitser Johan Heinrich Dietzel. De grond had een grootte van 500 akkers. Dietzel was posthouder aan de Nickerierivier. De post werd bewoond door een aantal inheemsen en enkele blanken. Hij verdiende zijn geld vooral door drank te verkopen aan indianen en met het vangen en verkopen van weggelopen slaven uit Berbice. Hij was ook eigenaar van de, aan de kust gelegen, plantage Sarah.
Met Longmay handelde hij echter uit naam van Friderici, die de grond inrichtte als katoenplantage maar het bezit in hetzelfde jaar alweer overdeed aan de Schot John Stuart die met een aantal slaven uit Grenada was gekomen. Stuart kocht kort daarop ook de gronden waar de latere plantages Waterloo, Nursery en Hazard gevestigd zouden worden. Hij bracht deze gronden echter nooit in cultuur. Dat deed hij wel met een andere aankoop, namelijk de plantage Diamond, helemaal stroomafwaarts aan de rivier. Deze plantage bracht hij het eerst in cultuur en daar bouwde hij ook zijn woning. Ook de plantage boven Diamond, het aan de kust gelegen Union werd door hem tot bloei gebracht.
William, de zoon van Stuart nam de plantage over en had George Cruden als mede-eigenaar. Cruden bezat ook een deel van Union en de buurplantages Leed-hall en Good Intent. De volgende eigenaar was Willam Fraser. In die jaren was de directeur wel een Stuart. In 1838 was de plantage verlaten en was de oppervlakte 750 akkers. 1/3e was van de erven Cruden en 2/3e van de erven Fraser. Dit laatste gedeelte werd onderdeel van Paradise.
Ten tijde van de slavenemancipatie in 1863 was Anthony Dessé de eigenaar van de verlaten plantage. Tien slaven kregen de vrijheid. Dessé was in die tijd een van de rijkste mannen in de kolonie en had samen met zijn zoon Edmund een groot aantal plantages in zijn bezit, waaronder Catharina Sophia.
In 1928 verkreeg de Nickerie Sugar Estates Co Ltd. toestemming voor veeteelt op de plantage. Niet lang daarna werd de plantage, evenals Longmay, Paradise en Phoenix, opgekocht door het gouvernement en ingericht als vestigingsplaats voor ex-contractanten. De gebroeders Sankart wilden in 1937 op Waterloo, Hazard, Longmay, Plaisance en Paradise op grote schaal kokospalmen verbouwen.
A la bonne heure · Anna's Zorg · Akkerboom · Alliance · Alkmaar · Andresa · Auka · Andreesgift · Bantaskine · Barbados · Batavia · Beekenhorst · Belladrum · Bellevue · Belwaarde · Beninenburg · Berg en Dal · Bergen op Zoom · Berlijn (Commewijne) · Berlijn (Para) · Bethlehem · Boksweide · Boston · Botany Bay · Boxel · Bronswijk · Brouwerslust · Bruinendaal · Bucklebury · Buitenrust · Burnside · Cadrosspark · Caledonia · Campenburg · Cannewapibo · Catharina Sophia · Clevia  · Cliffort-Kokshoven · Clyde · Concordia · Concordia en een Kwart Lot · Courcabo · De Dageraad · De Goede Vriendschap · De Resolutie · De Vier Hendrikken · Diamond · Dijkveld · Domburg · Dordrecht · Eendragt · Elisabeth's Hoop · Ellen · L'Espérance (Nickerierivier) · L'Espérance (Surinamerivier) · Esthersrust · Fairfield · Fortuin · Flora · Florentia · Frederiksburg · Frederiksdorp · Frederikslust · Geertruidenberg · Geyersvlijt · Glensander · Gloria · Groot Chatillon · Groot Marseille · Guadeloupe · Hague · Hamburg · Hamilton · Hamptoncourt · Hannover · Hazard · Hebron · Hecht en Sterk · Hooyland · Hope · Houttuin · Huntly · Huwelijkszorg · Inverness · Jagtlust · Jodensavanne · Johan & Margaretha · Johanna Catharina · Johanna Maria · Johannesburg · John · Katwijk · Kent · Kerkshoven · Killenstein · Klein Bellevue · Kleinhoop · Krappahoek · Kroonenburg · Kwatta · La Jalousie · La Prosperité · La Rencontre · La Ressource (Saramacca) · La Ressource (Surinamerivier) · La Singularité · Laarwijk · Leasowes · Leliëndaal · Leonsberg · Livorno · Longmay · Lunenburg · Lust en Rust · Lustrijk · Maasstroom · Margarethenburg · Maria Petronella · Mariënbosch · Mariënburg · Margaretha's Gift · Mary's Hope · Meerzorg · Merveille · Moed en Kommer · Mon Bijou · Mon Souci · Mon Trésor · Monnikendam · Mopentibo · Morgenster · Moy · Nieuw Mocha · Nieuwzorg · Nieuwe Aanleg · De Nieuwe Grond · Nijd en Spijt · Novar · Nursery · Nut en Schadelijk · Onoribo · Onverwacht · Oranibo · Ornamibo · Overbrug · Overtoom 
· Oxford · Palestina · Paradise · Persévérance · Petersburg · Picardië · Peperpot · Pieterszorg · Plaisance · Poelwijk · Potosie · Purmerend · Reijnsdorp · Reijnsfort · Rijnberk · Roosenburg · Rorac · Rust en Werk · Rustenburg · Saltzhalen · Sans Souci · Saphir · Sarah · Sardam · Schaapstede · Schoonoord · Sinabo en Gelre · Sint Barbara · Sint Eustatius · Slootwijk · Sorgvliet · Spieringshoek · Standvastigheid · Suidwijn · Suzanna's Daal · Toevlugt (Surinamerivier) · Tout Lui Faut · Toledo · Totness · Tyronne · 't Vertrouwen · Victoria · Vierkinderen · Visserszorg · Voorburg · Voorzorg (Saramacca) · Vossenburg · Vredenburg · Vriendsbeleid en Ouderzorg · Vreeland · Waltonhall · Waldijk · Waterloo · Wederzorg · Welbedacht · Welgelegen (Commewijne) · Welgelegen (Coronie) · Welgevallen · Weltevreden · Wolffs Capoerica · Wolfenbüttel · 't Ylant · Zoelen · Zorg en Hoop (hout) · Zorg en Hoop (indigo) · Zorg en Hoop (katoen) · Zorg en Hoop (suiker)